# Louignac
Louignac – miejscowość i gmina we Francji, w regionie Nowa Akwitania, w departamencie Corrèze.
Według danych na rok 1990 gminę zamieszkiwały 194 osoby, a gęstość zaludnienia wynosiła 9 osób/km² (wśród 747 gmin Limousin Louignac plasuje się na 437. miejscu pod względem liczby ludności, natomiast pod względem powierzchni na miejscu 307.).